# Hybometopia
Hybometopia is een kevergeslacht uit de familie van de boktorren (Cerambycidae). De wetenschappelijke naam van het geslacht werd voor het eerst geldig gepubliceerd in 1889 door Ganglbauer.

## Soorten
Hybometopia is monotypisch en omvat slechts de volgende soort:
- Hybometopia starcki Ganglbauer, 1889